# あゝ野麦峠 (1979年の映画)
『あゝ野麦峠』（ああのむぎとうげ）は、1979年製作の日本映画。原作は山本茂実のノンフィクション『あゝ野麦峠』。
14億円の配給収入を記録、1979年（昭和54年）の邦画配給収入ランキングの第2位となった。同年キネマ旬報ベストテン9位。
1968年（昭和43年）に出版された山本茂実のルポルタージュ『あゝ野麦峠』の映画化作品である。
山本薩夫監督、大竹しのぶ主演（政井みね役）で1978年（昭和53年）11月にクランクイン、11月と翌年2月に1週間ずつ野麦峠で撮影が行われた。1979年（昭和54年）6月に全国一斉に公開された。若い人気女優たちの共演や抒情的な主題曲などで人気を集め、社会派映画としては突出したヒットとなった。

## あらすじ
20世紀初頭。「野麦峠」は岐阜県と長野県の境に位置する地名でヒロインの政井みね（大竹しのぶ）は13歳の少女、みねの実家は父母と2人の兄に加えてまだ小さい4人の弟妹を抱えており、みねは苦しい家計を助けるため岐阜県飛騨地方の寒村から長野県岡谷市の製糸工場に行く。
みねの仕事は、繭を煮て生糸を取る「糸取り」という作業。労働は「過酷」という言葉では形容できないレベルだった。朝4時半に起床、洗顔、トイレを慌ただしく済ませた後に朝の労働。7時に朝食を10分で摂り、また労働。昼食も立ち食いで10分、再び夕方まで労働。15時間近く働いた。職場環境は劣悪で、気温40度に達する工場は締め切られており、日光も風も入らない蒸し風呂状態。結核菌が繁殖するには絶好の条件だった。
やがて、みね自身も結核に感染して重度の髄膜炎を発症する。しかし十分に医療を受けられず、隔離小屋で寝かされた後、工場を訪れた兄の辰次郎（地井武男）に背負われ、郷里の飛騨に戻るところでみねは息を引き取る。

## キャスト
- 政井みね：大竹しのぶ
- 篠田ゆき：原田美枝子
- 三島はな：友里千賀子
- 庄司きく：古手川祐子
- 足立藤吉（製糸会社の社長。女工は搾取するが、家では情けないダメおやじ）：三國連太郎
- 政井友二郎：西村晃
- 政井辰次郎：地井武男
- 足立春夫（藤吉の息子）：森次晃嗣
- 川瀬音松：赤塚真人
- お助け茶屋の老婆：北林谷栄
- 金山徳太郎：小松方正
- 政井もと：野村昭子
- 丸正の検番：江幡高志
- 伏見宮殿下：平田昭彦
- 伏見宮妃殿下：三条泰子
- 平井とき：浅野亜子
- 久保えい：岡本茉利
- 杉山みつ：黒川明子
- 荒井たみ：志方亜紀子
- 山村さわ：今村文美
- 野中新吉：山本亘
- 足立とみ：斉藤美和
- 黒木権三：三上真一郎
- 政井菊五郎：渡辺由光
- 石部いわ：中原早苗
- 木谷やえ：津田京子
- 井上まさ：采野圭子
- 松本さだ：石井くに子
- 山安の守衛：長浜藤夫
- きくの父親：福原秀雄
- 草薙幸二郎、おやま克博、伊藤敏孝、辻伊万里、保科三良、入江正徳 ほか
- ナレーター：鈴木瑞穂

## スタッフ
- 製作総指揮：持丸寛二
- 原作：山本茂実
- 制作：伊藤武郎、宮古とく子
- 企画：山岸豊吉
- 脚本：服部佳
- 撮影：小林節雄
- 美術：間野重雄
- 音楽：佐藤勝
- 録音：渡会伸
- 照明：下村一夫
- 編集：鍋島惇
- 監督補佐：後藤俊夫、小林千種
- 助監督：太田安則、松永好訓、金佑宣[4]
- 俳優係：中田新一、遠藤淳一[4]
- スクリプター：君塚みね子
- スチール：山本耕二
- ダンス指導：中川三郎
- 監督：山本薩夫

- 撮影協力：岐阜県高山市[5]、古川町、丹生川村、神岡町、高根村、朝日村、河合村、上宝村、長野県岡谷市[5]、奈川村、福島県郡山市[5]、岩手県沢内村[5]、秋田県田沢湖町[5]
- 美術制作：東宝美術
- 効果：東宝効果集団
- 整音：東宝録音センター
- 現像：東京現像所
- 配給：東宝

## 製作
『あゝ野麦峠』映画化の計画は、1969年（昭和44年）が最初で、同年3月に製作発表も行われている。この時は吉永小百合主演（政井みね役）、吉永の初の自主映画として、監督・内田吐夢、脚本・八木保太郎、ゼネラル・プロデューサーを宇野重吉が務め、民芸映画社が製作協力、1969年9月クランクインと発表していた。しかし、映画化には莫大な資金が必要で興行的にも懸念されたため映画化は断念された。『読売新聞』夕刊1969年3月17日付には「吉永は日活との契約が1967年以来切れており、問題は配給になる。吉永は『日活も含めた各映画会社と交渉するつもり』と話したが、1969年3月13日に開催された『吉永小百合芸能十周年記念パーティ―』の席上、挨拶に立った堀久作日活社長が『吉永君の映画76本には、これまで45億円もかけている。それを支えた多数の人間の力を忘れないでもらいたい』と吉永の勝手を牽制する発言。これに対して吉永は『ゴールデンウイークの日活作品にいい作品があれば出ます』と応酬し、ナワ張り第一主義の五社体制とスター・プロの間の微妙な対立が、これをきっかけに泥沼化することも予想される」と書かれている。現地を何回か訪れていた吉永は野麦峠に「政井みねの碑」を寄贈している。
本作に製作者としてクレジットされる持丸寛二は、映画界とは門外漢の人物で、宮城県仙台市で、コンピュータ技師を養成する日本コンピュータ学園を設立し、財を成して東北電子計算機専門学校を興した成金理事長・社長。映画が好きなのかも不明で、角川映画に触発され、東京新宿3丁目に資本金5000万円で「新日本映画」を設立し映画の製作に乗り出した。1979年末に杉並区浜田山に2億円の豪邸を建設し、"映画成金"と話題を呼んだ。この持丸が原作に感銘を受け、4億円を出資。東宝が配給することになり、東宝から大道具や小道具、衣装などのスタッフの協力を得た。

## 作品の評価

### 興行成績・反響
明治時代の女工哀史を描くシリアスドラマで、興行を不安視する見方が強かったが、配給収入14億円の大ヒット。また映画に登場する岐阜県飛騨地方の工女たちに共感し、全国で岐阜東宝だけが6週間上映という前代未聞のロングランヒットになった。
一方で野麦峠の資料館「野麦峠の館」には皆が政井みねのような境遇だったというイメージをもつ来館者も多かったため、資料館ではより多面的に、勤続10年で長野県生糸同業組合連合会から表彰を受けた労働者への感謝状、岡谷の写真館での集合写真、青年が工女に宛てて書いた恋文等も展示された。資料館「野麦峠の館」は老朽化等により2022年3月末に閉館することになり、資料の一部は隣接する観光施設「お助け小屋」に移して展示されることになった。
2011年、岐阜新聞創刊130年記念事業として映画上映と飛騨の工女行列が行われた。

### 受賞歴
- 第34回毎日映画コンクール：日本映画大賞／音楽賞（佐藤勝）／撮影賞（小林節雄）／美術賞（間野重雄）
- 第33回日本映画技術賞：撮影賞（小林節雄）／美術賞（間野重雄）／録音賞（渡会伸）／照明賞（下村一夫）
- 第3回日本アカデミー賞：最優秀音楽賞受賞

## テレビ放送
- 劇場用映画のテレビでの放映は、劇場公開から2年を経過した後、というのが当時の映画界に於ける暗黙の了解だったが[7]、映画門外漢の持丸はそんな了解どこ吹く風で[7]、早く放映させる条件で、日本テレビと交渉し、約2億円の売り値をさらに1億円上乗せする条件を日本テレビに飲ませ（『キネマ旬報』1981年10月上旬号では1億円[8]）、テレビ放映権を売り飛ばした[7][8]。当然、大きな影響を受けるのが名画座や二番館・三番館で、東映会の会長で全国の劇場経営者で結成される全興連の会長・佐々木進が激怒し、激しい抗議を行った[7]。しかし覆らず、公開から約10ヶ月後の1980年4月9日に日本テレビ系・水曜特別ロードショー枠で初のテレビ放送が行われた[8]。視聴率34.3%（関東地区、ビデオリサーチ調べ[13]）を記録。

## ソフト状況
- テレビ放送は1990年頃を最後に行われておらず、ビデオも発売されず、視聴困難な状態が続いていた。岐阜新聞によると、フィルムの所在自体が不明だったものの、2011年頃に仙台市の個人が所有していたことが明らかになったという[14]。その後、2014年4月16日に東宝からDVDが発売されている。2024年に東宝にフィルム管理が委託された[14]。